# Pixeline: Magi i Pixieland
 Pixeline: Magi i Pixieland  er det trettende spil i Pixeline  serien. Spillet er fra 2007 og er udgivet af Krea Media. 
Spillet starter med at Pixeline  er taget til Pixieland igen. Her opdager hun at magien er forsvundet, hun vil gerne hjælpe pixierne med at skaffe den tilbage, mens hun er der, for hun lov til at bo i Mester Haks gamle hus. Her skal der købes møbler og tapet, møblerne kan man købe hos handelsmanden Flux Monetos. 
Derudover skal der findes nogle forsvundne magiske nøgler, som hans ravn har. For at få nøglerne tilbage skal Pixeline bruge skinnede ting som hun kan vinde i Pixieland.
Opgaverne kan bl.a. omhandle at hjælpe Polly Puk med at plante glimmerblomster, samle syngene perler i floden, så de hæse havfruer kan synge igen, deltage i kældedyrsvæddeløb, hjælpe den sultene trold Rumle med at trylle lækre ting i sten som han kan spise, hjælpe spøgelse i det gamle fyrtårn, med at få fat på den gyndne ravklump, og finde Hr Tromles ting i hans rodet hus.